# Saint-Roch-des-Aulnaies
Pour les articles homonymes, voir Saint-Roch (homonymie) et Aulnaie.
Saint-Roch-des-Aulnaies est une municipalité du Québec de la municipalité régionale de comté de L'Islet et de la région administrative de Chaudière-Appalaches, mais de la région naturelle et historique de la Côte-du-Sud.

## Toponymie
C'est vers 1680 que le territoire de Saint-Roch-des-Aulnaies s'ouvre à la colonisation avec l'établissement de quelques familles dans la seigneurie de la Grande-Anse ou de Saint-Roch-des-Aulnaies ou encore des Aulnets, concédée en 1656 à Nicolas Juchereau de Saint-Denis (1627-1692), par Jean de Lauson.  
L'appellation « Les Aulnets » rappelle l'omniprésence d'aulnes le long de la rivière Ferrée qui traverse la localité. Roch de Montpellier fut confesseur dans le sud de la France et il est devenu le patron des cardeurs, étant honoré le 16 août.
La paroisse de Saint-Roch-des-Aulnets fut érigée canoniquement et civilement en 1722. Sa dénomination, attestée pour la première fois en 1721, a été transmise à la municipalité créée en 1845, abolie en 1847 et rétablie en 1855. La forme Aulnets, a été modifiée dans l'usage écrit.

## Histoire
Le 16 décembre 2019 la municipalité de la paroisse de Saint-Roch-des-Aulnaies change son statut pour celui de municipalité.

### Chronologie
- 1er avril 1656 : la seigneurie de la Grande-Anse est concédée à Nicolas Juchereau par le gouverneur Lauson[2].
- 24 avril 1679 : Pierre de-Saint-Pierre et Jean Pelletier sont les premiers pionniers à occuper la seigneurie.
- 1er juillet 1845 : érection de la municipalité de Saint-Roch-des-Aulnets.
- 1er septembre 1847 : fusion de plusieurs entités municipales, dont Saint-Roch-des-Aulnets, et érection du comté d'Islet.
- 1er juillet 1855 : division du comté d'Islet en plusieurs entités municipales, dont Saint-Roch-des-Aulnets.
- 15 mars 1969 : la municipalité de Saint-Roch-des-Aulnets devient la paroisse de Saint-Roch-des-Aulnaies.
- 16 décembre 2019 : la municipalité de la paroisse de Saint-Roch-des-Aulnaies devient la municipalité de Saint-Roch-des-Aulnaies.

## Géographie
La rivière Le Bras traverse la municipalité vers le nord-ouest jusqu'à sa confluence avec la rivière Ferrée qui coule du sud-ouest vers le nord-est jusqu'à son embouchure dans l'estuaire moyen du Saint-Laurent.

## Démographie
| 1996  | 2001  | 2006 | 2011 | 2016 | 2021 |
| ----- | ----- | ---- | ---- | ---- | ---- |
| 1 008 | 1 003 | 939  | 967  | 917  | 955  |

## Administration
Les élections municipales se font en bloc pour le maire et les six conseillers.
| Saint-Roch-des-Aulnaies Maires depuis 2001                                                                           |                   |         |          |
| Élection | Maire             | Qualité | Résultat |
| 2001 | André Drapeau     |         | Voir     |
| 2005 | Michel Castonguay |         | Voir     |
| 2009 | Michel Castonguay | Voir    |          |
| 2013 | Michel Castonguay | Voir    |          |
| 2017 | André Simard      |         | Voir     |
| 2021 | André Simard      | Voir    |          |
| Élection partielle en italique Depuis 2005, les élections sont simultanées dans toutes les municipalités québécoises |                   |         |          |

## Héritage

### Le domaine seigneurial des Aulnaies

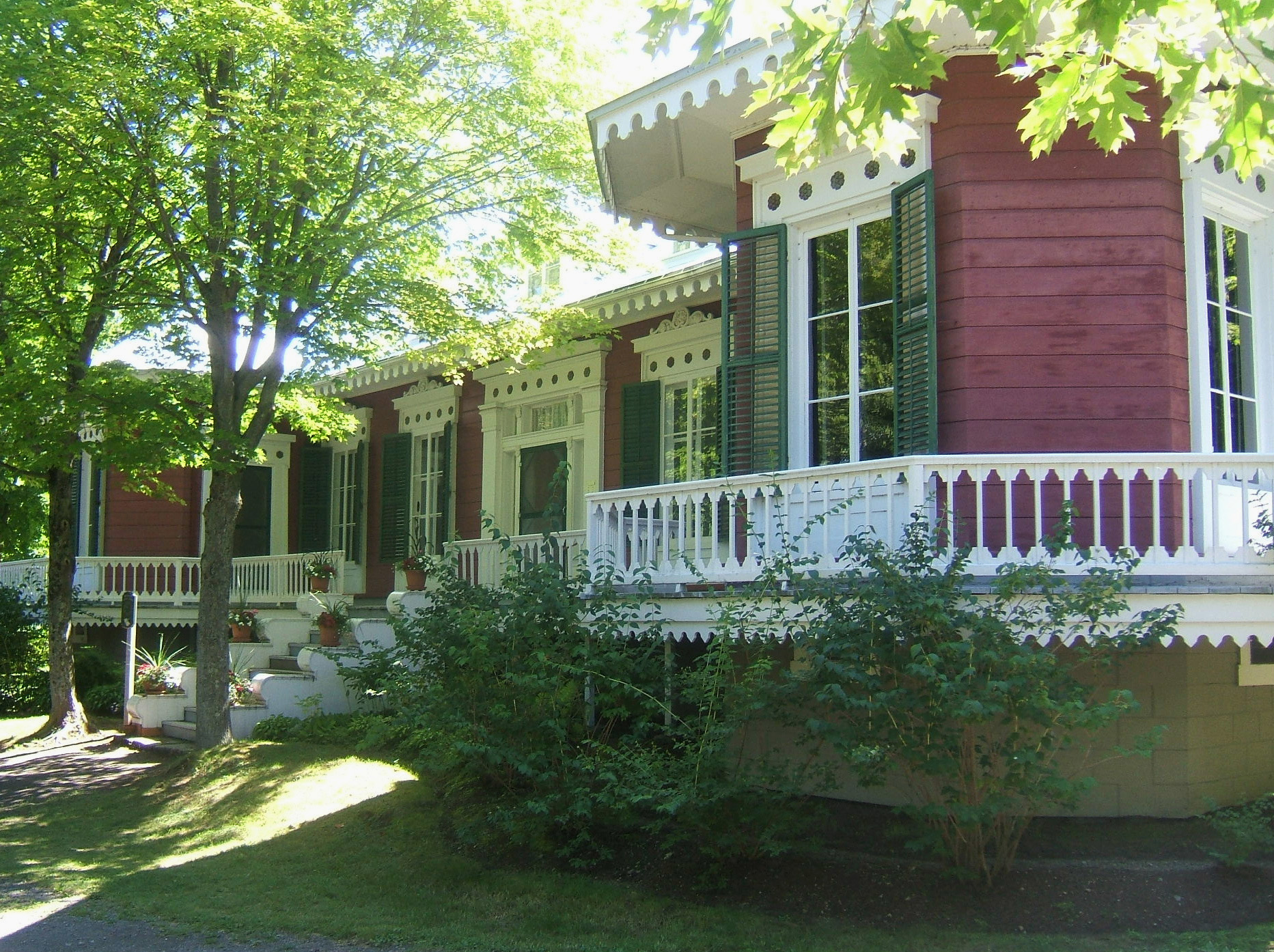
Le manoir des Aulnaies

Le domaine seigneurial des Aulnaies, classé monument historique en 1965, a été aménagé au cours de la seconde moitié du XIXe siècle. On y trouve un manoir seigneurial en bois de style Regency, implanté au milieu d'un vaste terrain paysagé de 6,9 hectares.  
La valeur patrimoniale du domaine seigneurial des Aulnaies repose sur sa représentativité en tant que témoin exceptionnel du régime seigneurial. Situé sur une concession accordée en 1656 à Nicolas Juchereau (vers 1627-1692), il évoque le régime seigneurial par son emplacement au cœur de la municipalité, à proximité du moulin banal et de l'ancien chemin du Roy. Il rappelle plus particulièrement le contexte qui caractérise la fin de ce régime (1854). Au XIXe siècle, de riches notables, tel Amable Dionne (1781-1852) qui acquiert la seigneurie en 1837, achètent de vastes propriétés. Leurs domaines, constitués d'une résidence luxueuse, de dépendances et de terrains aménagés, sont conçus dans l'esprit du courant pittoresque. Le manoir seigneurial des Aulnaies est situé sur un plateau surplombant le paysage et s'intègre dans un aménagement paysager qui reflète l'ouverture sur la nature propre à ce courant.
Le manoir est attribué au célèbre architecte Charles-Philippe-Ferdinand Baillairgé (1826-1906). Le plan en U formé par le corps principal et les tourelles en façade s'inspire des châteaux français, tandis que l'ornementation puise dans les modèles néo-grecs et néo-égyptiens. Le style Regency est illustré par la volumétrie du bâtiment - un rectangle à un étage couvert d'un toit à quatre versants avec avant-toits - et la large galerie qui le ceinture. À l'intérieur, le manoir compte un grand nombre de pièces disposées symétriquement, de part et d'autre d'un hall central, à l'instar de nombreuses résidences bourgeoises. 
Le seigneur Amable Dionne (1781-1852), qui entreprend la construction du manoir, est aussi un homme politique important qui siégera à la Chambre d'assemblée du Bas-Canada comme député de Kamouraska et signera les 92 résolutions déposées en 1834. Vers la fin de sa vie, ce riche commerçant est l'homme le plus influent et respecté de la Côte-du-Sud.

### La chapelle de procession Notre-Dame-de-Lourdes

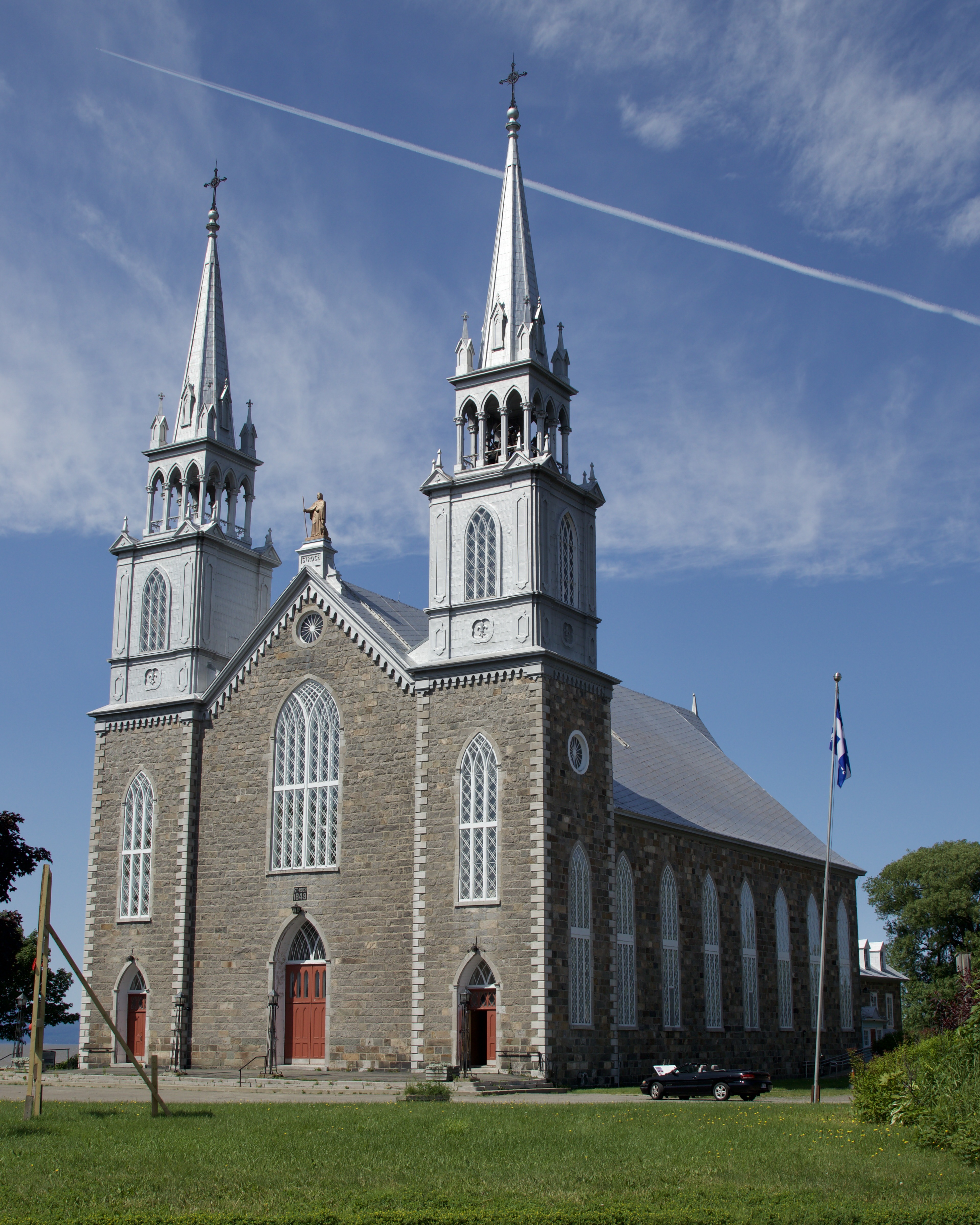
Église de Saint-Roch-des-Aulnaies

Classée monument historique, cette chapelle en pierre fut probablement érigé en 1792. La chapelle de procession Notre-Dame-de-Lourdes est située en bordure de l'ancien chemin du Roy, à l'extrémité est du noyau villageois.
Reliées au culte catholique, les chapelles de procession constituent une manifestation privilégiée de la religion populaire québécoise. Elles servent notamment de lieux de rassemblement pour les paroissiens et de reposoirs lors des processions, comme celle de la Fête-Dieu, pratique religieuse importante au Québec jusqu'au milieu du XXe siècle. Construites par paire de part et d'autre de l'église, les chapelles de procession délimitent l'espace villageois. Elles constituent des repères visuels qui marquent l'entrée et la sortie des villages dans la vallée du Saint-Laurent et participent à la sacralisation du paysage québécois. 
Cette chapelle constitue un bon exemple de la persistance de l'influence française dans l'architecture religieuse du Québec au-delà de la Conquête de 1760, qui se matérialise dans la nef de plan rectangulaire terminée par une abside en hémicycle et le toit à pignon surmonté d'un petit clocher sur le faîte en façade. L'intérieur, avec son décor sobre, s'inscrit également dans la tradition française.

### Le moulin banal des Aulnaies
Le moulin banal des Aulnaies, classé monument historique depuis 1977, est un moulin à eau conçu pour moudre la farine. Construit en 1842, ce bâtiment industriel en pierre, de trois étages et demi, est coiffé d'un toit à deux versants droits aux larmiers courts. Il est situé à la jonction de la route de la Seigneurie et de la route 132, au cœur de la municipalité, et est adossé contre une dénivellation longeant la rivière Le Bras. Il voisine le domaine seigneurial des Aulnaies.
Chaque niveau du moulin remplit une fonction particulière liée à la production de la farine. Le premier niveau, où sont livrés les sacs de blé, accueille les mécanismes de transmission de l'énergie; le deuxième loge les mécanismes qui transforment le grain, dont les meules de pierre et le bluteau qui partage la mouture en diverses qualités de farine; le troisième renferme le crible-tarare et sert aux transactions.
Ce moulin est un précieux témoin du régime seigneurial. L'appellation « moulin banal » tire son origine de l'obligation faite aux seigneurs de construire un moulin à farine pour leurs censitaires, qui doivent y faire moudre leur grain et payer en retour un droit de mouture, nommé droit de banalité. Le moulin a donc toujours eu une fonction socio-économique importante dans les seigneuries. Le marchand Amable Dionne (1781-1852), qui avait acheté la seigneurie en 1837, construit le moulin actuel en 1842, sur l'emplacement de deux anciens moulins, le premier bâti en 1738 et le second en 1789. 
Depuis les années 1980, le moulin est aménagé en centre d'interprétation sur le régime seigneurial. On produit encore aujourd'hui au domaine seigneurial des Aulnaies de la farine artisanale, biologique, à partir de la roue à godets du moulin banal.